# Ecphylus caudatus
Ecphylus caudatus är en stekelart som beskrevs av Ruschka 1916. Ecphylus caudatus ingår i släktet Ecphylus och familjen bracksteklar. Inga underarter finns listade i Catalogue of Life.